# A Beautiful Planet
A Beautiful Planet (en español: Un planeta hermoso) es una película documental estadounidense de 2016 que explora el planeta tierra mostrando imágenes de IMAX que fueron grabadas en el transcurso de quince meses por astronautas a bordo de la Estación Espacial Internacional. Los realizadores de la película y los astronautas que la filmaron y protagonizaron tienen la intención de ayudar a los espectadores a experimentar el asombro que surge de divisar a nuestro planeta desde el espacio. El documental es narrado por la actriz ganadora del Premio de la Academia Jennifer Lawrence.
La película también examina algunas de las experiencias diarias de los astronautas, que representan a las respectivas agencias espaciales de los Estados Unidos, Rusia, Europa y Japón. Esta tripulación multinacional vive y trabaja en la Estación Espacial, un símbolo en órbita de la tecnología de vanguardia y la cooperación internacional pacífica que se presenta como "un ejemplo verdaderamente impresionante de lo que podemos lograr cuando trabajamos juntos".